# قائمة المسلسلات التي تبثها نكلوديون
هذه قائمة المسلسلات التي تبثها قناة نكلوديون في الولايات المتحدة الأمريكية التي تبث عدة مسلسلات منها سبونج بوب و سلاحف النينجا

## مسلسلات أصلية

### الرسوم المتحركة (نكتونز)
| رقم | اسم المسلسل              | تاريخ البث     |
| --- | ------------------------ | -------------- |
| 1   | سبونج بوب                | 1 مايو 1999    |
| 2   | الوالدان السحريان        | 30 مارس 2001   |
| 3   | سلاحف النينجا            | 29 سبتمبر 2012 |
| 4   | سينجي وكريغ              | 25 مايو 2013   |
| 5   | غزو الأرانب              | 3 اغسطس 2013   |
| 6   | عاملا الخبز              | 17 فبراير 2014 |
| 7   | هارفي بيكس               | 28 مارس 2015   |
| 8   | بيغ غوات بانانا و كريكيت | 16 يوليو 2015  |
| 9   | منزل عائلة لويد          | 2 مايو 2016    |

### اكشن ومغامرات
- عائلة ثندرمان | 14 أكتوبر 2013
- هينري البطل | 26 يوليو 2014
- نيكي ,ريكي , دينكي ودون | 13 سبتمبر 2014
- ماكس وشريغ | 6 أكتوبر 2014
- 100 فعلة قبل الثانوية | 11 نوفمبر 2014
- بيلا و البولدوغز | 17 يناير 2015
- ميك ات بوب | 6 أبريل 2015
- تايلا في المطبخ | 6 يوليو 2015
- مخترعو ألعاب | 12 سبتمبر 2015
- اكاديمية wits| 5 أكتوبر 2015

### ماقبل المدرسة
| رقم | اسم المسلسل               | تاريخ البث     |
| --- | ------------------------- | -------------- |
| 1   | فريق اومي زومي            | أبريل 2010     |
| 2   | فقاعة بابلي               | 24 يناير 2011  |
| 3   | دورية المخلب              | 23 اغسطس 2013  |
| 4   | والكيزومي                 | 3 فبراير 2014  |
| 5   | دورا والأصدقاء            | 18 اغسطس 2014  |
| 6   | بلايز و الشاحنات العملاقة | 13 أكتوبر 2014 |
| 7   | الصغيرات المدهشات         | 12 يناير 2015  |
| 8   | كلاب نيك جونيور           | 2 مارس 2015    |
| 9   | جديد فرقة الجواسيس        | 15 يونيو 2015  |
| 10  | موات و ستاوف              | 15 يونيو 2015  |
| 11  | لؤلؤة والماسة             | 24 اغسطس 2015  |